# Kuronezumia paepkei
Kuronezumia paepkei är en fiskart som beskrevs av Shcherbachev, Sazonov och Akitoshi Iwamoto 1992. Kuronezumia paepkei ingår i släktet Kuronezumia och familjen skolästfiskar. Inga underarter finns listade i Catalogue of Life.